# Wzgórze (Filipowice)
Wzgórze – część wsi Filipowice w Polsce, położona w województwie małopolskim, w powiecie krakowskim, w gminie Krzeszowice, na południowo-zachodnim zboczu Kowalskiej Góry, w północno-wschodniej części wsi.
W latach 1975–1998 Wzgórze administracyjnie należało do województwa krakowskiego. 